# Don McKinnon
Donald Charles „Don” McKinnon (ur. 27 lutego 1939 w Londynie) – nowozelandzki polityk, w latach 1990–1996 wicepremier, a w latach 1990–1999 minister spraw zagranicznych tego kraju. Od 2000 do 2008 był sekretarzem generalnym Wspólnoty Narodów. Członek Nowozelandzkiej Partii Narodowej.

## Życiorys
Pochodzi z wpływowej nowozelandzkiej rodziny, jego ojciec był swego czasu szefem sztabu generalnego tamtejszej armii, a młodszy brat jest obecnie ministrem obrony. Ukończył studia rolnicze, po czym pracował jako zarządca farmy, a później konsultant w tej dziedzinie. W 1974 został agentem nieruchomości, równocześnie pracując ochotniczo jako wychowawca więzienny. W latach 1969 i 1972 bez powodzenia kandydował do parlamentu. Udało mu się tam dostać dopiero w 1978. Od 1980 był whipem swojej partii, a od 1987 jej wiceprzewodniczącym.
Gdy w 1990 narodowcy pod wodzą Jima Bolgera wygrali wybory, McKinnon został jego zastępcą jako premiera i jednocześnie szefem nowozelandzkiej dyplomacji. Dał się poznać jako sprawny mediator, gdy zaangażował się w rozwiązanie konfliktu na Bougainville. Po wyborach z 1996 niezbędne dla zachowania władzy okazało się zawarcie koalicji z partią Najpierw Nowa Zelandia, a McKinnon musiał oddać jej liderowi stanowisko wicepremiera, zachowując jednak tekę ministerialną. Po upadku koalicji zdecydował się odejść z MSZ i otrzymał dość symboliczną funkcję ministra ds. kombatantów. Wkrótce po wyborach z 1999 zrzekł się mandatu parlamentarnego, gdyż został wybrany na sekretarza generalnego Wspólnoty Narodów. W 2003 uzyskał reelekcję.
24 listopada 2007 na zakończenie szczytu Wspólnoty w Kampali ogłoszono, że ostatnim dniem jego urzędowania będzie 31 marca 2008. Jego następcą wybrany został Kamalesh Sharma z Indii.